# Jessica Gast
Jessica Gast  (* 21. Januar 1970 in Hamburg) ist eine ehemalige deutsche Fernsehdarstellerin.
Gast arbeitete als Kind in einer Kinder-Modell-Agentur, ehe sie 1985 für die Rolle der Gaby Glockner in Ein Fall für TKKG ausgewählt wurde.
Nach dem Abitur nahm sie ein Studium im Bereich Wirtschaftsinformatik auf. Später arbeitete sie als IT-Projektleiterin in Zürich.

## Filmografie
- 1985–1987: Ein Fall für TKKG (12 Folgen)